# العلاج بحقول التفكير
العلاج بحقول التفكير (تي. إف. تي.)، هو علاج نفسي  طوّره عالم النفس الأمريكي روجر كالاهان. يزعم مؤيدو العلاج بحقول التفكير بأنه قادر على شفاء مجموعة متنوعة من الأمراض العقلية والجسدية من خلال «النقر» المتخصص بواسطة الأصابع على نقاط خطوط مسار الطاقة الكهروكيميائي في الطول في الجزء العلوي من الجسم واليدين. تُعتبر النظرية الكامنة وراء العلاج بحقول التفكير بمثابة مزيج بين المفاهيم «المستمدة من مجموعة متنوعة من المصادر، وأبرزها فلسفة تشي الصينية القديمة، التي يُعتقد بأنها [طاقة الحياة] المتدفقة في جميع أنحاء الجسم». يستند كالاهان في نظريته هذه أيضًا على علم الحركة التطبيقي والفيزياء. لا يوجد أي دليل علمي على فعالية العلاج بحقول التفكير . 

## النظرية والعلاج
يسمي كالاهان أسلوبه العلاجي هذا باسم «العلاج بحقول التفكير» لأنه يفترض تناغم الشخص ضمن «حقل تفكير» عند تفكيره في تجربة أو فكرة مرتبطة بمشكلة عاطفية ما. يصف كالاهان حقل التفكير هذا بأنه «أكثر المفاهيم جوهريةً في نظام العلاج بحقول التفكير»، ويضيف أن من شأنه أن «يخلق سقالةً حقيقةً للغاية على الرغم من كونها مُتخيّلة، والتي يمكننا أن نشيّد عليها مفاهيمنا التفسيرية». 
يُقال إن الاضطرابات هي عبارة عن معلومات مشفرة بدقة ومتضمنة في حقل التفكير، إذ يرتبط كل تشويه في حقل تفكير تابع لشخص ما بمشكلة معينة، ويُمكن تنشيط هذا الحقل من خلال التفكير في هذه المشكلة. يرى كالاهان أن السبب الجذري للمشاعر السلبية هو تلك الاضطرابات، إذ يتوافق كل اضطراب منها مع نقطة معينة على خط الطول في جسم الشخص. يقول كالاهان أن الوسيلة المتّبعة للقضاء على هذا الاضطراب العاطفي هي نقر سلسلة محددة من نقاط خط الطول، إذ يفترض أن النقر قادر على إطلاق تدفق التشي وموازنته. 
يفترض كالاهان أن هذه العملية قادرة على التخفيف من مجموعة متنوعة من المشاكل النفسية، بما في ذلك اضطراب الكرب التالي للصدمة النفسية والاكتئاب والقلق والإدمان والرهاب. تستغرق جلسة العلاج النموذجية نحو 15 دقيقة، ولا داع لتكرار الجلسة مجددًا. يزعم كالاهان أن العلاج بحقول التفكير قادر على علاج المشاكل الجسدية أو حتى الوقاية منها، بما في ذلك الرجفان الأذيني. كتب كالاهان في كتابه الأول حول العلاج بحقول التفكير (في عام 1985) أنه قادر على علاج بعض من أنواع الرهاب في أقل من خمس دقائق. 
يجزم كالاهان بأنه من الممكن إجراء تقنية الصوت (في. تي.) -وهي أكثر تقنياته تقدمًا- عبر الهاتف من خلال استخدام «تقنية» سرية. يمكن الحصول على تدريب فيما يتعلق بتقنية الصوت على يد كالاهان، إذ تبلغ قيمة الرسوم المدرجة على موقعه 5,000 دولار. 